# Estratègia d'afrontament
En psicologia, una estratègia d'afrontament es basa a invertir un esforç conscient per solucionar problemes personals i interpersonals, intentant dominar, minimitzar o tolerar l'estrès o el conflicte. L'efectivitat dels esforços d'afrontament depèn del tipus d'estrès i/o conflicte, de l'individu particular i de les circumstàncies.

Les estratègies subconscients o no conscients (per exemple, els mecanismes de defensa) generalment s'exclouen. Habitualment, el terme es refereix a estratègies d'afrontament adaptatives o constructives, per exemple, les estratègies redueixen els nivells d'estrès. Tanmateix, algunes estratègies d'afrontament poden ser considerades mal adaptatives, per exemple, causant un augment dels nivells de l'estrès. A més, el terme afrontament generalment es refereix a l'afrontament reactiu, és a dir, i.e. la resposta d'afrontament segueix al factor estressant. Això contrasta amb l'afrontament pro actiu, en el qual una resposta d'afrontament es dirigeix a desviar un futur factor estressant.
Les respostes d'afrontament estan controlades en part per la personalitat (trets habituals de la persona), però també en part per l'entorn social, particularment la naturalesa de l'entorn estressant.

## Tipus d'estratègies d'afrontament
Es poden identificar centenars d'estratègies d'afrontament. Encara no s'ha arribat a cap acord per a la classificació d'aquestes estratègies. Les distincions habituals solen fer-se entre diverses estratègies contrastants, per exemple: enfocat al problema contra enfocat a l'emoció; compromís contra desvinculació; cognitiu contra conductual. El llibre de text de psicologia de l'autor Weiten identifica tres grans tipus d'estratègies d'afrontament:
- enfocades a la valoració: dirigit a desafiar les suposicions pròpies, adaptatiu cognitiu
- enfocades al problema: dirigit a reduir o eliminar un factor estressant, adaptatiu conductual
- enfocades a l'emoció: dirigit a canviar un reacció emocional pròpia

Les estratègies enfocades a la valoració es basen en la modificació de la persona de la seva forma de pensar, per exemple, fent servir la negació, distanciat-se del problema o utilitzant l'humor per prendre's la situació d'una altra manera.
Les persones que utilitzen les estratègies enfocades al problema intenten tractar la causa del seu problema. Ho fan intentant trobar informació del problema, avaluar els pros i els contres, i aprendre habilitats noves per poder-lo gestionar. Aquestes estratègies es basen a canviar o eliminar l'origen de l'estrès agafant el control de la situació.
Les estratègies enfocades a l'emoció es basen a distreure's, gestionar sentiments hostils, meditar o utilitzar tècniques sistemàtiques de relaxació. Les estratègies enfocades a l'emoció identificades per Folkman i Lazarus són l'escapada o evitació, acceptar la responsabilitat o culpa, exercint el control de si mateix i re-avaluació positiva. Aquest tipus d'estratègies són adequades per a factors estressants que són incontrolables, per exemple, un diagnosi de malaltia terminal o la pèrdua d'un ésser estimat). Alguns mecanismes, com ara l'escapada o l'evitació, poden alleujar la situació per un breu període, però poden ser perjudicials quan s'utilitzen durant un llarg període. Els mecanismes positius, com ara buscar suport social i la re-avaluació positiva tenen resultats beneficiosos.
La intel·ligència emocional ha accentuat la importància de la capacitat de tranquil·litzar-se a un mateix per desfer-se de l'ansietat, el pessimisme o la irritabilitat... Les persones que són pobres en aquesta habilitat estan constantment lluitant sentiments d'aflicció, mentre els qui ho dominen poden recuperar-se més ràpidament de contratemps i malestars de la vida.

## Diferències de gènere en la base fisiològica
Les hormones també tenen un paper important en la gestió de l'estrès. Es va demostrar que el cortisol, una hormona de l'estrès, s'elevava en els homes durant situacions estressants. En les dones, tanmateix, els nivells de cortisol es reduïen en situacions estressants; en comptes d'això, es va descobrir un augment de l'activitat límbica. Molts investigadors creuen que aquests resultats sostenen les raons per les quals els homes tenen una reacció a l'estrès de lluitar o fugir, mentre que les dones tenen una reacció de cuidar i ser amiga. La resposta "lluitar o fugir" activa el sistema nerviós simpàtic en forma de nivells de concentració augmentats, adrenalina i epinefrina. En canvi, la reacció "cuidar i ser amiga" mostra la tendència de les dones a protegir els seus fills i familiars. Tot i que aquestes dues reaccions recolzen una base genètica a les diferències en el comportament, no s'hauria d'assumir que en general les dones no poden implementar la resposta "lluitar o fugir" o que els homes no poden implementar el comportament "cuidar i fer amistat".